# Zapalniczka

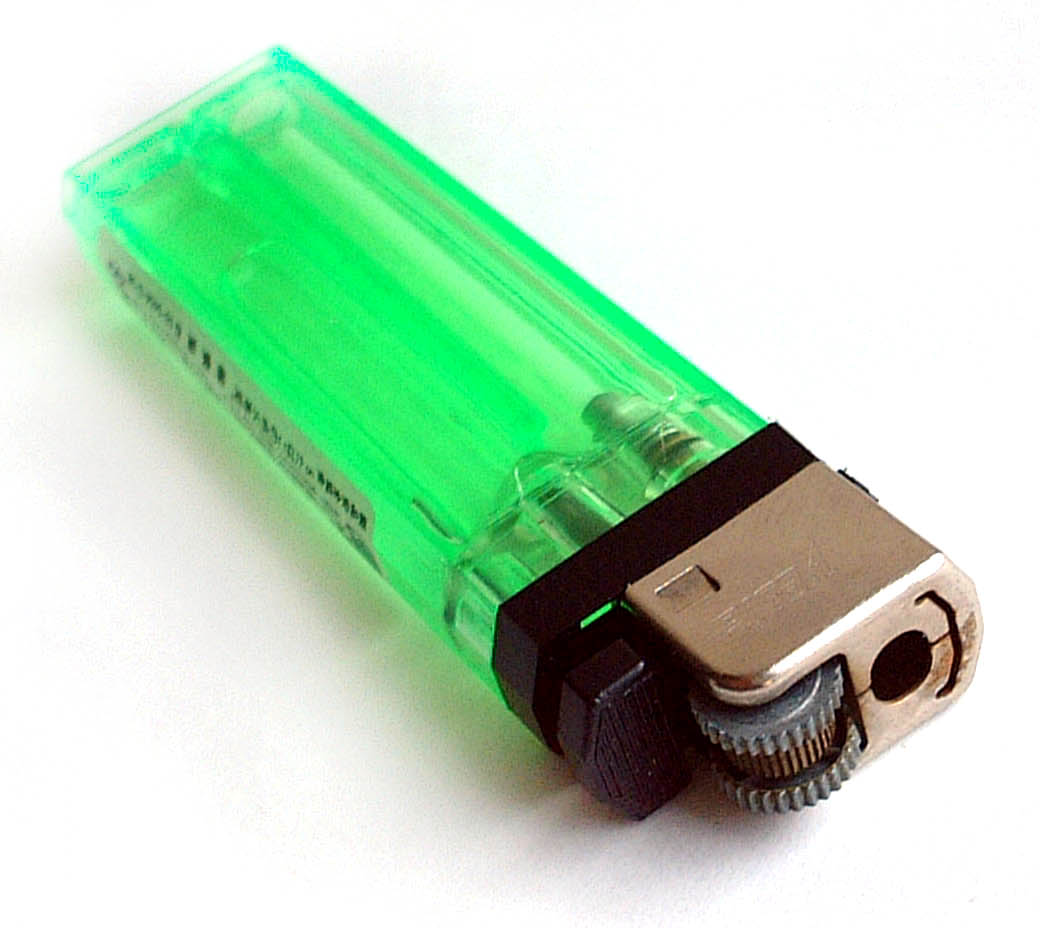
Typowa zapalniczka wielorazowego użytku

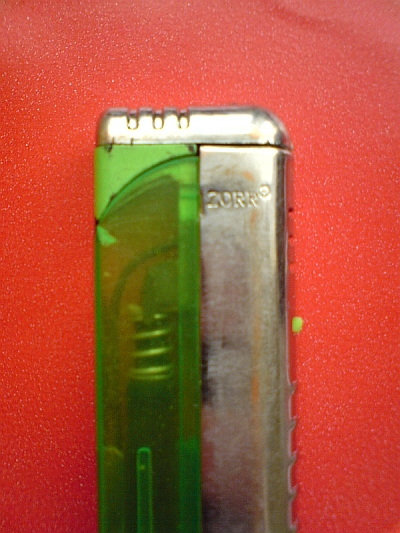
Przykładowy wygląd zapalniczki żarowej

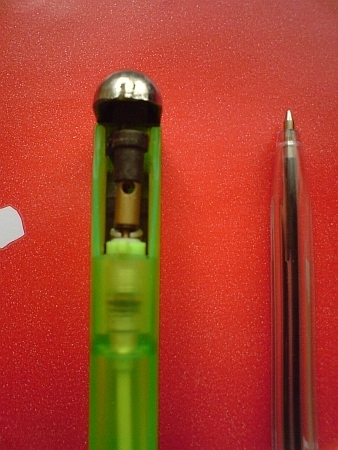
Dysza wewnątrz zapalniczki żarowej

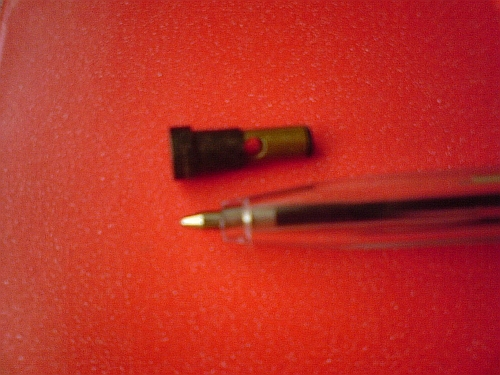
Dysza wyjęta z zapalniczki żarowej

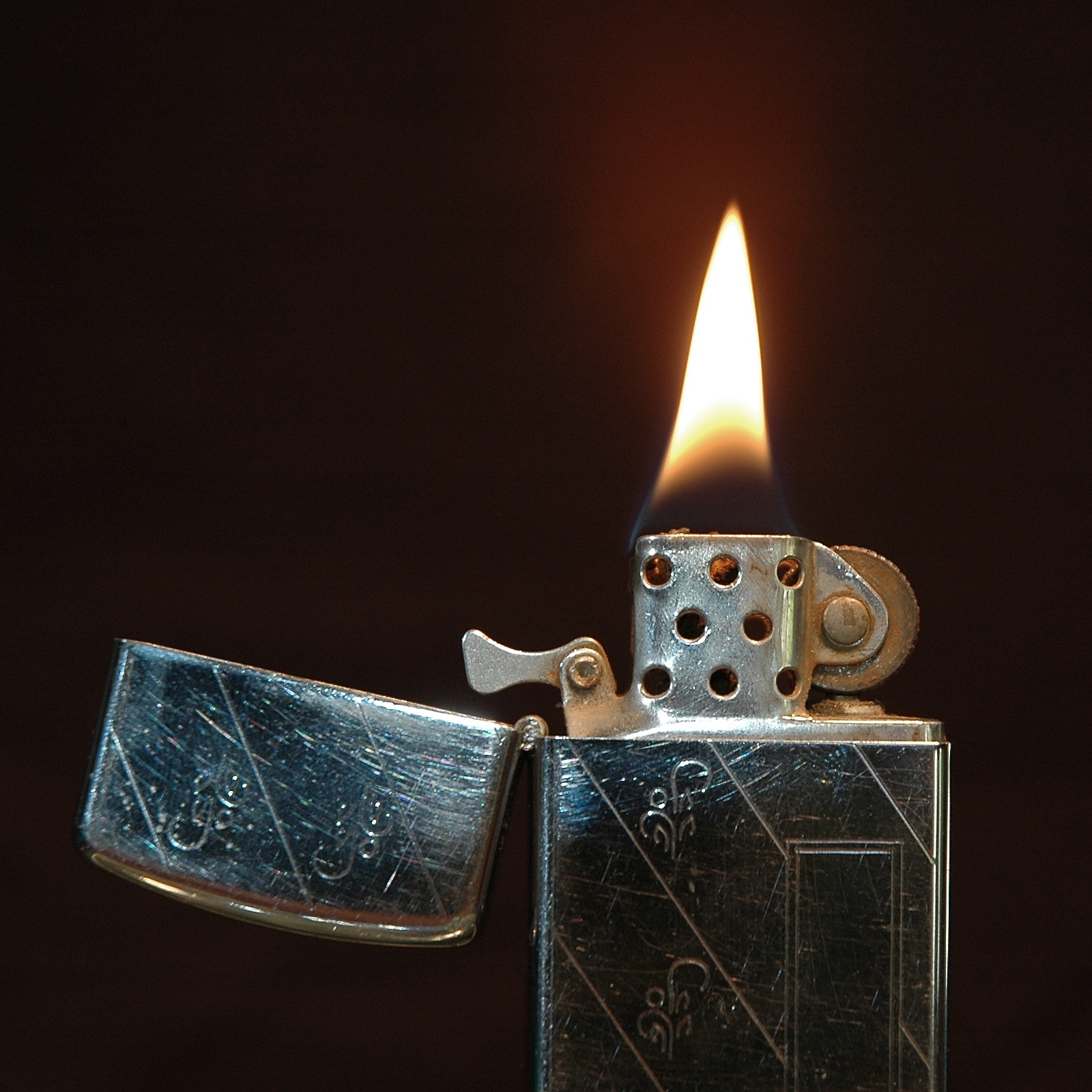
Klasyczna benzynowa zapalniczka firmy Zippo

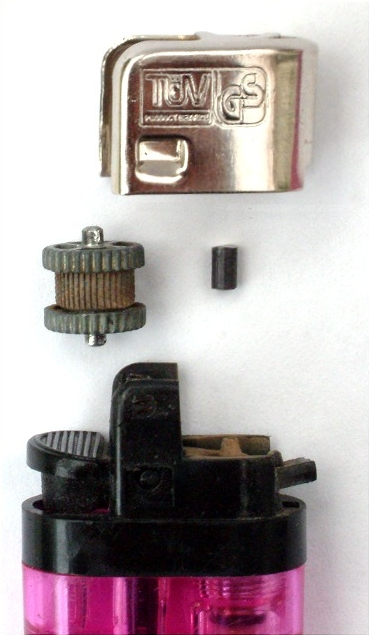
Rozebrana zapalniczka z krzesiwem

Zapalniczka – mały przenośny przedmiot służący do wytwarzania ognia, najczęściej w celu zapalenia papierosa lub cygara. Składa się z korpusu (zazwyczaj metalowego lub plastikowego) wypełnionego palną substancją, oraz mechanizmu zapalającego i „wydmuchującego” płomień. Zapalniczki w przeciwieństwie do zapałek, przeznaczone są do wielokrotnego użytku. Wyjątkiem jest tzw. wieczna zapałka, która łączy cechy obu przedmiotów.

## Historia
Za pierwszą zapalniczkę uznaje się Lampę Döbereinera, którą skonstruował Johann Wolfgang Döbereiner w roku 1823. Bazowała ona na zjawisku samorzutnego zapalania się wodoru w obecności gąbczastej platyny.
Często powtarzanym mitem jest jakoby zapalniczka została wymyślona przed zapałkami. Nie jest to jednak do końca prawdą. Pierwsze zapałki wymyślono w Chinach w VI wieku. Natomiast pierwsza „europejska” zapałka, która zapalała się w wyniku zanurzenia łebka w kwasie siarkowym, powstała w roku 1805. Prawdą jest natomiast, że zapałka, którą stosujemy dzisiaj, została wynaleziona później – w roku 1826 przez angielskiego aptekarza Johna Walkera (inne źródła podają rok 1827).

## Rodzaje zapalniczek

### Paliwo
Najczęściej spotykane są zapalniczki zasilane benzyną lub skroplonym gazem.
Zapalniczki benzynowe często określane są w Polsce mianem „zapalniczek zippo”. Nazwa ta wzięła się od firmy Zippo, która zasłynęła ich produkcją. Zapalniczki takie uzyskują płomień w wyniku spalania benzyny, przechowywanej w absorbującym materiale, a wydobywanej na zewnątrz przy pomocy knota od razu po otwarciu zapalniczki. Gasi się je poprzez zamknięcie, a zapalane są przy użyciu krzesiwa. Można je wielokrotnie napełniać.
Z kolei zapalniczki gazowe spalają butan w stanie skroplonym przechowywany wewnątrz zapalniczki. Gaz wydostaje się na zewnątrz dopiero po naciśnięciu przycisku, który otwiera zaworek zbiornika, a ciśnienie powoduje jego wyrzucanie i mieszanie się z powietrzem. Zapalniczkę gasi się poprzez zwolnienie przycisku, co powoduje zamknięcie zaworu i odcięcie dopływu gazu. Dostępne są zarówno zapalniczki jednorazowe oraz takie, które można napełnić.

### Mechanizm zapalający
Do zapłonu łatwopalnej substancji konieczna jest tzw. „iskra”. We współczesnych zapalniczkach jest ona uzyskiwana na dwa sposoby.
Pierwszy to zastosowanie stalowego krzesiwa (mającego postać ząbkowanego kółka) i kamienia. Chcąc uzyskać iskrę (a właściwie wiele iskier) obraca się metalowym kółkiem, do którego sprężyna dociska kamień. Główną wadą tego mechanizmu jest brak odporności na wilgoć.
Inny typ zapalniczki, wykorzystuje do uzyskania zapłonu iskrę elektryczną (wyładowanie elektryczne). Do jej uzyskania wykorzystywany jest piezoelektryk, a dużo rzadziej inne źródła potencjału (np. akumulatory). Zapalniczki takie odporne są na wilgoć i używa się ich łatwiej niż gazowych zapalniczek z krzesiwem. Do ich uruchomienia wystarczy wciśnięcie przycisku.

### Inne rodzaje zapalniczek
Zapalniczki sztormowe zwane również żarowymi. Gaz przepływa poprzez mosiężną dyszę, w której jego strumień zasysa powietrze a potem wyrzucany jest (silniej niż w tradycyjnych zapalniczkach gazowych) i zostaje za nią zapalony za pomocą iskry elektrycznej. Dolna część płomienia pali się wewnątrz zapalniczki, tuż nad dyszą, przez co płomień odporny jest na wiatr, a uzyskiwany jest poprzez spalanie silnego strumienia mieszaniny gazu z powietrzem. 
Płomień taki można zabarwić na odpowiedni kolor przez użycie soli zawierających metal IV lub V grupy kationów. Efekt taki uzyskuje się poprzez umieszczenie drucika lub pierścienia (z końcówkami zwróconymi do wewnętrznej strony), na którym znajduje się sól. Końcówki wystające z pierścienia są tak ułożone, by po zapaleniu zapalniczki znajdowały się w płomieniu. Po rozgrzaniu przez płomień do koloru jasnoczerwonego zabarwiają płomień. Ten typ zapalniczek również zasilany jest butanem.
Innym rodzajem zapalniczek są zapalniczki samochodowe. Są to spirale z drutu oporowego, który rozżarza się dzięki prądowi z samochodowej instalacji elektrycznej, do temperatury pozwalającej na podpalenie papierosa czy cygara. Gniazda zapalniczek są często źródłem energii dla  przenośnych odkurzaczy, ładowarek telefonów itp).
Osobną grupą są zapalniczki stołowe, zwykle większe i cięższe, wykonane w wersji luksusowej, zwykle jako ozdobne gadżety, często zdobione.
Zapalniczki do fajek są zwykle gazowe ze specjalnie ukształtowanym wylotem płomienia ułatwiającym skierowanie go w dół do wnętrza zapalanej fajki. Zastosowanie gazu w niewielkim stopniu wpływa na aromat i smak dymu tytoniowego.
Wykorzystywane w kuchniach gazowych są zapalarki o charakterystycznym wydłużonym kształcie, dzięki któremu wygodniej jest rozniecić ogień na palniku. Spotykane są piezoelektryczne i płomieniowe.